# Etelbald od Veseksa
Etelbald od Veseksa ili Etelbald (staroengleski: Eþelbald; grubo prevedeno 'Plemenita Krv') bio je kralj Veseksa od 858. do 860. Bio je drugi od pet sinova kralja Etelvulfa i kraljice Osburge.

## Biografija
Spominje se kao svedok u nekoliko očevih povelja izdatih četrdesetih godina, a 850. godine je dobio titulu ealdormana. Stariji brat Etelstan umro je oko 851. godine, pa je na taj način stekao status prestolonaslednika. Godine 855. njegov otac je otišao na hodočašće u Rim, pa mu je ostavio da zemljom vlada kao regent, pri čemu je mlađi brat Etelbert postao kralj Kenta.

### Zavera
Godine 856. Etelvulf se na povratku sa hodočašća u današnjoj Francuskoj oženio mladom karolinškom princezom Juditom od Flandrije. Prema Aseru tada je organizovana zavera protiv kralja, u koju je možda bio uključen i sam Etelbald; istoričari pretpostavljaju da je motiv bio Etelbaldov strah da će Etelvulfova sa karolinškom princezom imati prednost pri nasljeđivanju u odnosu na njega. U svakom slučaju, otac je građanski rat sprečio tako što je Etelbaldu prepustio vlast nad zapadnim delom Veseksa, dok je sam preuzeo Kent.
Takav je aranžman ostao sve do očeve smrti 858. Etelbald je tada preuzeo krunu, a vlast nad Kentom je vratio bratu Etelbertu. Oženio je se očevom udovicom Juditom od Flandrije, što je izazvalo zgražavanje kod kasnijih hroničara, kao što je Aser. Brak je Crkva poništila smatrajući ga povredom odredbi o zabrani incesta. Umro je 860. godine, a nasledio ga je Etelbert

## Literatura
- Abels, Richard (1998). Alfred the Great: War, Kingship and Culture in Anglo-Saxon England. Harlow, UK: Longman. ISBN 978-0-582-04047-2.
- Abels, Richard (2002). „Royal Succession and the Growth of Political Stability in Ninth-Century Wessex”. The Haskins Society Journal: Studies in Medieval History. 12: 83—97. ISBN 978-1-84383-008-5.
- Brooks, Nicholas (1971). „The Development of Military Obligations in Eighth- and Ninth-Century England”.  Ур.: Clemoes, Peter; Hughes, Kathleen. England Before the Conquest: Studies in Primary Sources Presented to Dorothy Whitelock. Cambridge, UK: Cambridge University Press. стр. 69-84. ISBN 978-0-521-08191-7.
- Charles-Edwards, T. M. (2013). Wales and the Britons 350–1064. Oxford, UK: Oxford University Press. ISBN 978-0-19-821731-2.
- Darlington, R. R.; McGurk, P.; Bray, Jennifer, ур. (1995). The Chronicle of John of Worcester. 2. Oxford, UK: Clarendon Press. ISBN 978-0-19-822261-3.
- Dumville, David (1979). „The Ætheling, a Study in Anglo-Saxon constitutional history”. Anglo-Saxon England. 8: 1—33. ISSN 0263-6751.
- Dumville, David (1992). Wessex and England from Alfred to Edgar: Six Essays on Political, Cultural, and Ecclesiastical Revival. Woodbridge, UK: Boydell Press. ISBN 978-0-85115-308-7.
- Dumville, David (1996). „The Local Rulers of Anglo-Saxon England to 927”.  Ур.: Fryde, E. B.; Greenway, D. E.; Porter, S.; Roy, I. Handbook of British Chronology (3rd изд.). Cambridge, UK: Cambridge University Press. стр. 1—25. ISBN 978-0-521-56350-5.
- Edwards, Heather (2004). „Ecgberht [Egbert] (d. 839), king of the West Saxons”. Oxford Dictionary of National Biography. Oxford University Press. doi:10.1093/ref:odnb/8581. Приступљено 5. 4. 2015. (subscription or UK public library membership required)
- Enright, Michael J. (1979). „Charles the Bald and Æthelwulf of Wessex: Alliance of 856 and Strategies of Royal Succession”. Journal of Medieval History. 5 (1): 291—302. ISSN 0304-4181. doi:10.1016/0304-4181(79)90003-4.
- Giles, J. A., ур. (1849). Roger of Wendover's Flowers of History. 1. London, UK: Henry G. Bohn. OCLC 633664910.
- Greenway, Diana, ed. and trans. (1996). Henry, Archdeacon of Huntingdon: Historia Anglorum. Oxford, UK: Clarendon Press. ISBN 978-0-19-822224-8.
- Grierson, Philip; Blackburn, Mark (1986). Medieval European Coinage. Cambridge, UK: Cambridge University Press. ISBN 978-0-521-26009-1.
- Hodgkin, R. H. (1935). A History of the Anglo-Saxons. 2. Oxford, UK: Clarendon Press. OCLC 459347986.
- Keynes, Simon; Lapidge, Michael, ур. (1983). Alfred the Great: Asser's Life of King Alfred & Other Contemporary Sources. London, UK: Penguin Classics. ISBN 978-0-14-044409-4.
- Keynes, Simon (novembar 1994). „The West Saxon Charters of King Æthelwulf and his sons”. English Historical Review. 109 (434): 1109—49. ISSN 0013-8266. doi:10.1093/ehr/cix.434.1109.
- Keynes, Simon (1995). „England, 700– 900”.  Ур.: McKitterick, Rosamond. The New Cambridge Medieval History. II. Cambridge University Press. стр. 18—42. ISBN 978-0-521-36292-4.
- Keynes, Simon (1998). An Atlas of Attestations in Anglo-Saxon Charters, c. 670–1066. Cambridge: Dept. of Anglo-Saxon, Norse, and Celtic, University of Cambridge. OCLC 41975443.
- Kirby, D. P. (2000). The Earliest English Kings (Revised изд.). London, UK: Routledge. ISBN 978-0-415-24211-0.
- Lawrence, L. A. (1893). „Coinage of Aethelbald”. The Numismatic Chronicle and Journal of the Numismatic Society. 3rd. 13: 40—45. ISSN 2054-9172.
- Lawrence, L. A. (1905). „Forgery in Relation to Numismatics”. British Numismatic Journal. 2: 397—409. OCLC 1537348.
- Miller, Sean, ур. (2001). Charters of the New Minster, Winchester. Oxford, UK: Oxford University Press. ISBN 978-0-19-726223-8.
- Miller, Sean (2004). „Æthelbald (d. 860), king of the West Saxons”. Oxford Dictionary of National Biography. Oxford University Press. doi:10.1093/ref:odnb/8901. Приступљено 24. 7. 2018. (subscription or UK public library membership required)
- Mynors, R. A. B.; Thomson, R. M.; Winterbottom, M., ур. (1998). William of Malmesbury: Gesta Regum Anglorum, The History of the English Kings. Oxford, UK: Clarendon Press. ISBN 978-0-19-820678-1.
- Naismith, Rory (2011). The Coinage of Southern England 796–865. 1. London, UK: Spink & Son. ISBN 978-1-907427-09-1.
- Naismith, Rory (2012). Money and Power in Anglo-Saxon England: The Southern English Kingdoms, 757–965. Cambridge, UK: Cambridge University Press. ISBN 978-1-107-66969-7.
- Nelson, Janet (1991a). „Reconstructing a Royal Family: Reflections on Alfred from Asser, Chapter 2”.  Ур.: Wood, Ian; Lund, Niels. People and places in Northern Europe 500–1600 : Essays in Honour of Peter Hayes Sawyer. Woodbridge, UK: Boydell Press. стр. 48-66. ISBN 978-0-851-15547-0.
- Nelson, Janet, ed. and trans. (1991b). The Annals of St-Bertin. Manchester, UK: Manchester University Press. ISBN 978-0-7190-3426-8.
- Nelson, Janet L. (1997). „The Franks and the English in the Ninth Century Reconsidered”.  Ур.: Szarmach, Paul E.; Rosenthal, Joel T. The Preservation and Transmission of Anglo-Saxon Culture: Selected Papers from the 1991 Meeting of the International Society of Anglo-Saxonists (PDF). Kalamazoo, Michigan: Medieval Institute Publications, Western Michigan University. стр. 141—58. ISBN 978-1-879288-90-4. Архивирано из оригинала (PDF) 03. 01. 2017. г. Приступљено 01. 12. 2018.
- Nelson, Janet (2003). „Alfred's Carolingian Contemporaries”.  Ур.: Reuter, Timothy. Alfred the Great. Aldershot, UK: Ashgate. стр. 293—310. ISBN 978-0-7546-0957-5.
- Nelson, Janet L. (2004). „Æthelwulf (d. 858), king of the West Saxons”. Oxford Dictionary of National Biography. Oxford University Press. doi:10.1093/ref:odnb/8921. Приступљено 24. 7. 2018. (subscription or UK public library membership required)
- Nelson, Janet L. (2013). „Britain, Ireland and Europe, c.750–c.900”.  Ур.: Stafford, Pauline. A Companion to the Early Middle Ages: Britain and Ireland c.500–c.1100. Chichester, UK: Wiley Blackwell. стр. 231—47. ISBN 978-1-4051-0628-3.
- Smyth, Alfred P. (1995). King Alfred the Great. Oxford, UK: Oxford University Press. ISBN 978-0-19-822989-6.
- Stafford, Pauline (1981). „Charles the Bald, Judith and England”.  Ур.: Gibson, Margaret; Nelson, Janet L. Charles the Bald: Court and Kingdom. Oxford, UK: B A R. стр. 137—51. ISBN 978-0-86054-115-8.
- Stafford, Pauline (2001). Queen Emma and Queen Edith. Oxford, UK: Blackwell. ISBN 978-0-631-16679-5.
- Stafford, Pauline (2003). „Succession and Inheritance: a Gendered Perspective on Alfred’s Family History”.  Ур.: Reuter, Timothy. Alfred the Great. Aldershot, UK: Ashgate. стр. 251—64. ISBN 978-1-138-24830-4.
- Stenton, Frank M. (1971). Anglo-Saxon England (3rd изд.). Oxford, UK: Oxford University Press. ISBN 978-0-19-280139-5.
- Williams, Ann (1991). „Æthelbald king of Wessex 855–60”.  Ур.: Williams, Ann; Smyth, Alfred P.; Kirby, D. P. A Biographical Dictionary of Dark Age Britain. London, UK: Seaby. стр. 18. ISBN 978-1-85264-047-7.
- Williams, Ann (1999). Kingship and Government in Pre-Conquest England, c.500–1066. Basingstoke, UK: Macmillan Press. ISBN 978-0-333-56798-2.
- Yorke, Barbara (1984). „The Bishops of Winchester, the Kings of Wessex and the Development of Winchester in the Ninth and Early Tenth Centuries”. Proceedings of the Hampshire Field Club and Archaeological Society. 40: 61—70. ISSN 0142-8950.
- Yorke, Barbara (1995). Wessex in the Early Middle Ages. London, UK: Leicester University Press. ISBN 978-0-7185-1856-1.